# Enkrateia

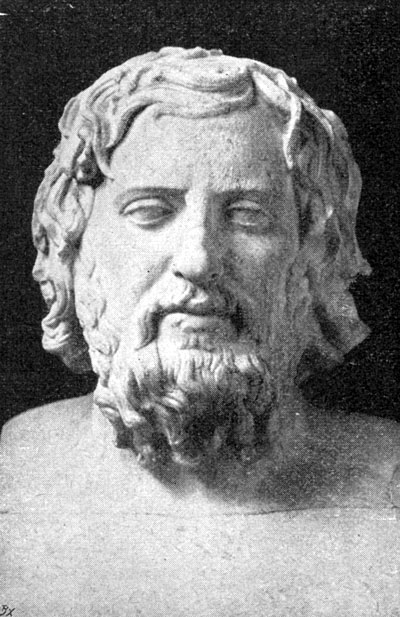
Xenofonte foi um dos primeiros a escrever sobre enkrateia.

Enkrateia (do grego ἐγκράτεια, "no poder (de si mesmo)") tem origem no adjetivo enkratês (ἐγκρατής de ἐν (en, “em”) + κράτος (krátos, “poder”) que significa possessão, poder sobre algo ou alguém. Foi durante a vida de Sócrates, no dialeto ático, que três de seus discípulos, Isócrates, Xenofonte e Platão, transformaram o adjetivo Enkratês no substantivo Enkrateia e deram um diferente significado: com eles, Enkrateia deixa de significar poder sobre algo ou alguém e passa a significar poder sobre si mesmo, poder sobre suas paixões e instintos, autocontrole. Enkrateia, para Aristóteles é o antônimo de akrasia (ἀκρασία de ἀ, sem + κράτος, poder, controle) que significa "falta de comando (sobre si mesmo)", falta de autocontrole. Nesse sentido, Enkrateia é o estado de fazer o que é sabido ser uma escolha positiva por causa de suas consequências positivas ao contrário de akrasia que é o estado de fazer o que é sabido não ser uma escolha positiva (por causa de suas consequências negativas) mas ainda assim fazê-lo por causa de seus prazeres imediatos.
Para Xenofonte, Enkrateia não é uma virtude particular, mas "a base de todas as virtudes".